# Andreas Brieden
Andreas Brieden ist ein deutscher Mathematiker und Statistiker.

## Leben
Von 1989 bis 1994 studierte er Wirtschaftsmathematik an der Universität Trier mit den Schwerpunkten Operations Research/Diskrete Mathematik (Mathematik) sowie Geld, Kredit, Währung, Finanzwirtschaft (BWL). Von 1994 bis 1998 war er Doktorand auf dem Gebiet der Computational Convexity bei Peter Gritzmann, zunächst in Trier, ab 1997 an der Technischen Universität München (TUM), an der er 1998 promovierte. Seit 1998 war er wissenschaftlicher Assistent am dortigen Zentrum Mathematik, die Habilitation folgte 2003 und der Wechsel an die Universität der Bundeswehr München zum 1. Januar 2004, wo Andreas Brieden die Professur für Statistik, insbesondere Risikomanagement innehat.

## Schriften (Auswahl)
- mit Peter Gritzmann: On Helly's theorem. Algorithms and extensions . Trier 1996, OCLC 645721723.
- Deterministic approximation algorithms in computational convexity. München 1998, OCLC 722810666.
- als Herausgeber: Proceedings. CTW 2012. Universität der Bundeswehr, Germany, May 29–31, 2012. 11th Cologne-Twente Workshop on Graphs and Combinatorial Optimization. Neubiberg 2012, ISBN 978-3-943207-05-7.

## Auszeichnungen
- 1998: Förderpreis der Hurwitz-Gesellschaft für die mit Auszeichnung bestandene Promotion
- 1998: Förderpreis des Bundes der Freunde der TU München für die mit Auszeichnung bestandene Promotion
- 2001: Felix-Klein-Lehrpreis der Fakultät für Mathematik der TU München
- 2003: Walther-von-Dyck-Forschungs-Preis der Fakultät für Mathematik der TU München
- 2013: European Excellence in Practice Award der EURO, the Association of the European Operational Research Societies within IFORS (gemeinsam mit S. Borgwardt und P.2 Gritzmann)